# برادفورد برينتون
برادفورد برينتون (بالإنجليزية: Bradford Brinton)‏ هو مربي ماشية أمريكي، ولد في 26 يونيو 1880 في توسكولا في الولايات المتحدة، وتوفي في 15 فبراير 1936.